# Edgard Wiethase
Edgard Wiethase, né à Anvers le 31 août 1881 et décédé à Uccle le 16 avril 1965, est un peintre belge réaliste. Membre du cercle Als ik Kan.

## Biographie
Edgard Wiethase est un peintre réaliste et aquarelliste de paysages, de scènes rurales, d'intérieurs, de portraits et de natures mortes. Il a reçu sa formation artistique à l'Académie d'Anvers et le NHISKA sous la tutelle du peintre animalier Frans Van Leemputten. Il a rejoint le groupe artistique Als ik Kan en 1903. Finalement, Wiethase s'est déplacé à la périphérie de Bruxelles.

## Style
Ses œuvres ont un certain lien stylistique avec la technique utilisée pour peindre des fresques et ses œuvres ultérieures peuvent être reconnues par leurs couleurs particulièrement vives.

## Dans les collections muséales
- Musée royal des beaux-arts (Anvers)

## Marché de l'art
- La Barrière blanche, huile sur toile, vendue 21 600 € le 18 septembre 2007 à la Galerie Moderne (Bruxelles)